# Nationale Bibliotheek van Estland
De Nationale Bibliotheek van Estland (Eesti Rahvusraamatukogu) bevindt zich aan het plein Tõnismägi in de wijk Tõnismäe van Tallinn. Het huidige gebouw werd tussen 1985 en 1993 gebouwd en werd ontworpen door Raine Karp. Het is de grootste bibliotheek in de Baltische landen.
De collectie van de bibliotheek bestond in 2010 uit ruim 3.400.000 items, waarvan ruim 2 miljoen boeken en daarnaast tijdschriften, kaarten, bladmuziek, manuscripten, audio- en videobestanden, cd-roms e.a.
De bibliotheek werd op 21 december 1918 opgericht door de tijdelijke regering van de toen net uitgeroepen republiek Estland en was aanvankelijk gevestigd in een vleugel van het kasteel op de Domberg (Toompea). Onder sovjetbewind kreeg de bibliotheek aanvankelijk de naam Staatsbibliotheek van de Estische SSR (Eesti NSV Riiklik Raamatukogu), een naam die in 1953 werd uitgebreid met die van Friedrich Reinhold Kreutzwald, de schrijver van het nationale epos Kalevipoeg. In 1988 kreeg de bibliotheek zijn oorspronkelijke naam terug.
Tussen 1948 en 1992 bevond de bibliotheek zich in het voormalige Huis van de Estlandse Ridderschap op Toompea.